# Glycymeris
Glycymeris (da Costa, 1778) è un genere di molluschi bivalvi con conchiglia equivalve a cerniera tassodonte, di dimensioni medio-grandi.
È attualmente diffuso su fondali marini stabili, poco profondi e con sedimenti a granulometria eterogenea.
È molto comune allo stato fossile (Cenozoico).

## Lista parziale delle Specie
- Glycymeris americana (DeFrance, 1829)
- Glycymeris corteziana (Dall, 1916)
- Glycymeris decussata (Linnaeus, 1758)
- Glycymeris glycymeris (Linnaeus, 1758)
- Glycymeris keenae (Willett, 1944)
- Glycymeris nummaria (Linnaeus, 1758)

sinonimi
Glycymeris insubrica (Brocchi, 1814)
Glycymeris violascens (Lamarck, 1818)
- Glycymeris pectinata (Gmelin, 1791)
- Glycymeris septentrionalis (Middendorff, 1849)
- Glycymeris spectralis (Nicol, 1952)
- Glycymeris subobsoleta (Carpenter, 1864)
- Glycymeris subtilis (Nicol, 1956)
- Glycymeris undata (Linnaeus, 1758)